# Appello (ordinamento amministrativo italiano)
L'appello in linea generale è un mezzo di impugnazione con il quale si demanda a un giudice superiore di pronunciarsi su una controversia che sia stata decisa in una sentenza o decisione precedente e di cui una delle parti si ritenga insoddisfatta. L'appello nel diritto amministrativo italiano è un mezzo di impugnazione di tipo rinnovatorio perché consiste nell'espressione di un nuovo giudizio sulla stessa questione. Si differenzia in tal senso dai gravami impugnatori che invece vertono sulla sentenza come atto e quindi come riesame critico della medesima. Da questo punto di vista però la classificazione dell'appello in tal senso non è netta, basta pensare al fatto che il ricorso in appello è già di per sé una critica alla sentenza impugnata. 

## Termini
L'appello deve essere proposto entro 60 giorni (art. 92, co.1, c.p.a.) dalla notificazione della sentenza impugnata (termine breve). Nel caso in cui non vi sia stata notificazione, il termine per appellare è di sei mesi dalla data della pubblicazione della sentenza (termine lungo, entrato in vigore dal 04/07/2009, valido in generale anche per gli appelli in sede civile ). Nel "rito appalti" e nel "rito abbreviato" - artt. 120 e 119 c.p.a. - i termini per proporre appello sono dimezzati (30 giorni oppure tre mesi). I termini per l'appello sono sempre sottoposti alla sospensione feriale dal 1º agosto al 31 agosto. Entro il termine indicato l'appello deve essere notificato alle controparti del giudizio di primo grado, presso il domicilio eletto se si erano costituite.
Il ricorso in appello deve poi essere depositato alla segreteria del Giudice di appello entro 30 giorni dal perfezionamento dell'ultima notifica (15 giorni, termini dimezzati, nei casi degli artt.119 e 120 c.p.a.). Legittimati a proporre appello sono ovviamente i soccombenti nel giudizio di primo grado e i controinteressati sostanziali che non abbiano ricevuto notifica di ricorso in primo grado, sia nel caso in cui questi avrebbero dovuto riceverla, sia nel caso in cui la legge non preveda tale obbligo, ma il soggetto abbia comunque una posizione qualificata.

## Sentenze appellabili
Il giudizio d'appello è demandato ad un giudice superiore rispetto a quello che ha emanato l'atto, tale giudice è il Consiglio di Stato (tranne nella Regione Siciliana ove è previsto il Consiglio di Giustizia amministrativa per la Regione Siciliana). L'appello consiste in un riesame completo della controversia, per cui quanto statuito dal precedente giudice non ha rilevanza alcuna, tranne nel caso in cui la precedente sentenza sia nulla, poiché in tal caso il giudice deve rinviare la sentenza al giudice di primo grado. L'appello può essere esperito per tutte le sentenze emanate dal TAR che decidano la controversia e non invece per le sentenze che, anche se denominate tali, abbiano solo una funzione strumentale all'interno di un processo. Per le sentenze parziali c'è invece incertezza in dottrina, secondo alcuni infatti l'impugnazione sarebbe possibile, secondo altri no e secondo altri ancora si potrebbe porre in essere una riserva d'appello. Quest'ultimo sembra essere l'orientamento più corretto sulla base anche delle norme presenti nel c.p.c., che si applicano analogicamente anche al processo amministrativo.
Come detto, l'appello amministrativo ha carattere devolutivo, il che implica l'esame da parte del giudice degli stessi motivi dedotti in primo grado. In appello non si possono proporre nuovi motivi. La ragione di ciò è che verrebbe da un lato ad essere violato il principio del doppio grado, per cui ad ogni doglianza deve essere data la possibilità ad entrambe le parti di demandare una seconda analisi ad un giudice superiore in caso di primo esito insoddisfacente. La seconda ragione è che si vanificherebbe anche da un certo punto di vista il termine di decadenza per il ricorso in primo grado, che essendo oramai scaduto non dovrebbe permettere la possibilità di presentare ricorso deducendo tali motivazioni. Diversa è invece la situazione quando si parla non di nuovi motivi, ma di motivi aggiunti ai quali la giurisprudenza fin dagli anni '20 accorda la possibilità di essere dedotti in giudizio dopo la scadenza del termine di decadenza, e ciò in relazione alle caratteristiche di tali motivi, cioè il fatto che fossero sconosciuti al ricorrente fino alla scadenza del termine di decadenza senza che tale ignoranza fosse imputabile a comportamento dello stesso. Quindi i motivi aggiuntivi, nel giudizio di secondo grado, non costituiscono un rimedio a carenze e manchevolezze della difesa, ma si configurano come uno strumento integrativo del ricorso.

## Ricorso incidentale
La legge sul C.D.S. impone che tutte le impugnazioni successive alla prima debbano essere poste in essere con ricorso incidentale. Ciò per ragioni pratiche di economia processuale che tende alla concentrazione delle azioni, ma anche per evitare contrasti di giudicato. Successivamente alla prima impugnazione, quindi, colui che riceve la notifica del ricorso deve, se vuole impugnare a sua volta il provvedimento, proporre ricorso incidentale ai sensi dell'art. 37 t.u leggi sul CDS e 22 della legge T.A.R.; il ricorso incidentale va proposto quando si vuole chiedere l'annullamento del provvedimento in una parte diversa rispetto a quanto chiesto dal ricorrente principale oppure per annullare un atto presupposto del provvedimento impugnato in via principale. Deve essere presentato entro 30 giorni dalla notificazione del ricorso principale.
Esempi:
1. Ricorso incidentale per richiedere l'annullamento in parti diverse del provvedimento impugnato in via principale.
Tizio ha partecipato ad un concorso pubblico senza rientrare in graduatoria, impugna quindi tale atto sostenendo che la valutazione posta in essere dalla commissione giudicante è errata perché se fosse stata corretta egli avrebbe avuto un punteggio superiore. Poniamo il fatto che a ottenere beneficio dalla graduatoria sia stato Caio, se quest'ultimo vuole evitare di perdere il posto in graduatoria può prima di tutto presentare un controricorso, un atto cioè in cui si controbatte alle posizioni del ricorrente. Ma Caio ben potrebbe presentare un ricorso incidentale con il quale non controbatte la tesi del ricorrente ma introduce nuove argomentazioni con le quali ad esempio sostiene che anche la sua valutazione è stata errata e che se fosse stata corretta egli avrebbe avuto un punteggio ancora più alto tanto da renderlo ancora vincitore nei confronti di Tizio nella graduatoria.
2. Ricorso incidentale volto a richiedere l'annullamento di un atto presupposto del provvedimento impugnato.
Tizio impugna la concessione edilizia grazie alla quale Caio ha costruito un'abitazione confinante con Il primo. Tizio deduce nel ricorso che il provvedimento di concessione edilizia sia illegittimo perché contrastante con le norme del piano regolatore. Caio propone invece ricorso incidentale sostenendo che il piano regolatore è illegittimo perché contrastante con una legge regionale che ne disciplina il contenuto e che se fosse stato legittimo la concessione edilizia non sarebbe stata contrastante con il piano regolatore impugnato da Tizio.

## La sentenza
Il giudice in appello può accogliere l'istanza del ricorrente oppure rigettarla. Rigettare l'istanza significa confermare la sentenza di primo grado. L'accoglimento del ricorso può accompagnarsi o meno al rinvio al giudice di primo grado cioè al TAR. L'annullamento con rinvio è un'eccezione ed è disciplinata dall'art 35 della legge TAR. Le ipotesi sono due:
1. Difetto di procedura. È una categoria che racchiude diverse ipotesi, la giurisprudenza ritiene che si debba procedere a rinvio tutte quelle volte l'anomalia comporti una lesione del diritto alla difesa.
2. Vizio di forma. Riguarda le ipotesi in cui la sentenza sia nulla

Sia nel caso del vizio di forma che del difetto di procedura, la ratio dell'art. 35 è evidente perché si è davanti a casi in cui di un giudizio di primo grado vero e proprio non può parlarsi. A questi due casi va aggiunta l'erronea declaratoria di incompetenza da parte del giudice di primo grado.